# Rajd Barum 2015

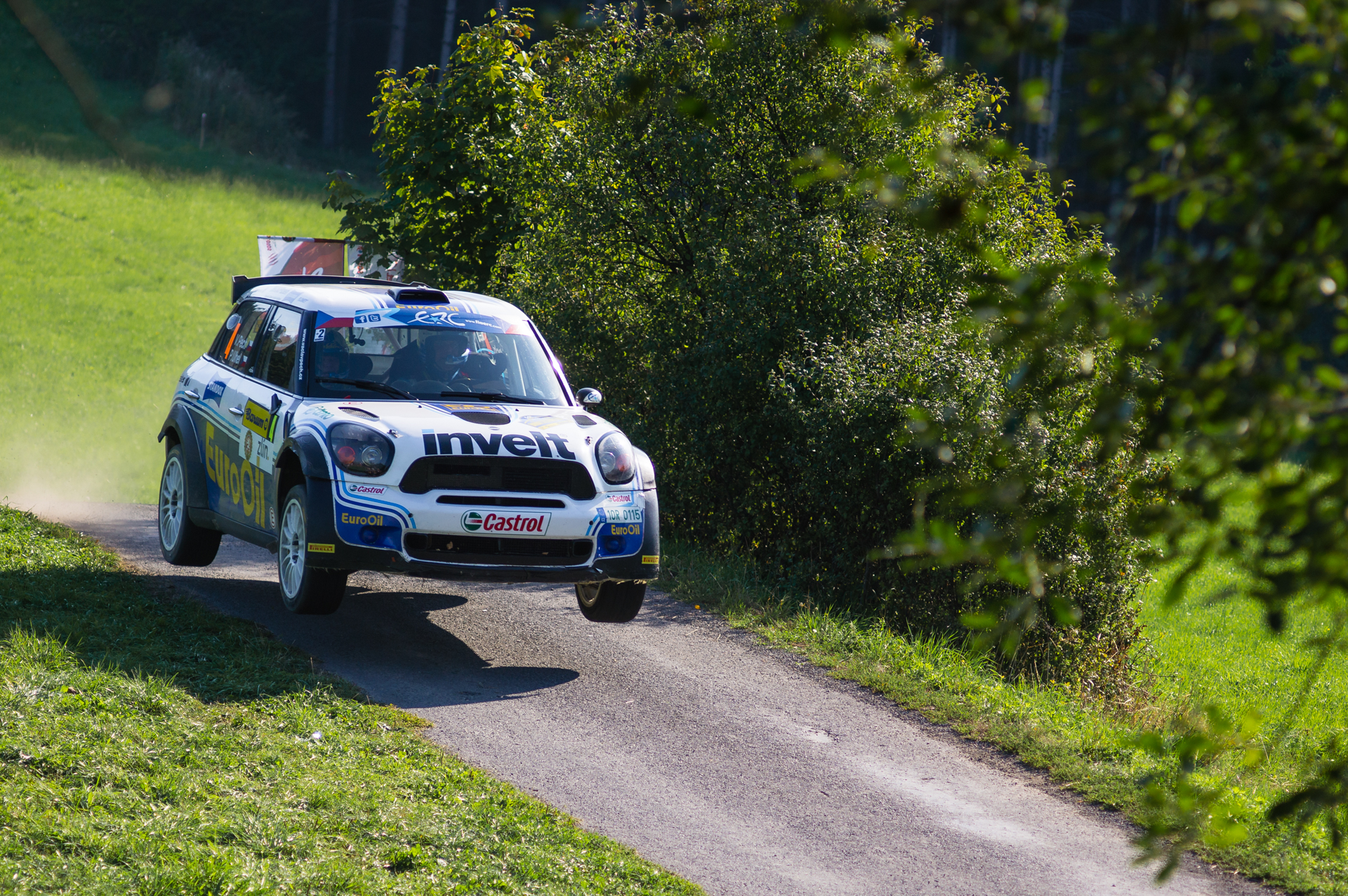
Václav Pech podczas rajdu zajął 2 miejsce

Rajd Barum 2015 (45. Barum Rally Zlín) – 45 edycja Rajdu Barum rozgrywanego w Czechach. Rozgrywany był od 28 do 30 sierpnia 2015 roku. Była to siódma runda Rajdowych Mistrzostw Europy w roku 2015. Składał się z 15 odcinków specjalnych.

## Zwycięzcy odcinków specjalnych
| Dzień       | Numer odcinka | Nazwa odcinka        | Długość  | Zwycięzca odcinka                                          | Nr Sam. | Samochód                              | Czas    | Śr. pr.     | Lider rajdu               |
| ----------- | ------------- | -------------------- | -------- | ---------------------------------------------------------- | ------- | ------------------------------------- | ------- | ----------- | ------------------------- |
| 28 sierpnia | OS1           | SSS Zlín (3 laps)    | 9.51 km  | Václav Pech Petr Uhel                                      | 4       | Mini Cooper S2000 1.6T                | 7:08.3  | 79.9 km/h   | Václav Pech Petr Uhel     |
| 29 sierpnia | OS2           | Slušovice 1 (2 laps) | 16.05 km | Jan Kopecký Pavel Dresler                                  | 1       | Škoda Fabia R5                        | 9:57.9  | 96.6 km/h   | Jan Kopecký Pavel Dresler |
| 29 sierpnia | OS3           | Pindula 1            | 18.43 km | Jan Kopecký Pavel Dresler                                  | 1       | Škoda Fabia R5                        | 9:47.7  | 112.89 km/h | Jan Kopecký Pavel Dresler |
| 29 sierpnia | OS4           | Maják 1              | 13.72 km | Jan Kopecký Pavel Dresler                                  | 1       | Škoda Fabia R5                        | 7:45.1  | 106.20 km/h | Jan Kopecký Pavel Dresler |
| 29 sierpnia | OS5           | Kudlovice 1          | 17.97 km | Jan Kopecký Pavel Dresler                                  | 1       | Škoda Fabia R5                        | 9:42.2  | 111.12 km/h | Jan Kopecký Pavel Dresler |
| 29 sierpnia | OS6           | Slušovice 2 (2 laps) | 16.05 km | Jan Kopecký Pavel Dresler                                  | 1       | Škoda Fabia R5                        | 9:54.9  | 97.13 km/h  | Jan Kopecký Pavel Dresler |
| 29 sierpnia | OS7           | Pindula 2            | 18.43 km | Jan Kopecký Pavel Dresler                                  | 1       | Škoda Fabia R5                        | 9:45.0  | 113.42 km/h | Jan Kopecký Pavel Dresler |
| 29 sierpnia | OS8           | Maják 2              | 13.72 km | Jan Kopecký Pavel Dresler                                  | 1       | Škoda Fabia R5                        | 7:40.3  | 107.30 km/h | Jan Kopecký Pavel Dresler |
| 29 sierpnia | OS9           | Kudlovice 2          | 17.97 km | Jan Kopecký Pavel Dresler                                  | 1       | Škoda Fabia R5                        | 9:45.2  | 110.55 km/h | Jan Kopecký Pavel Dresler |
| 30 sierpnia | OS10          | Semetín 1            | 11.74 km | Craig Breen Scott Martin                                   | 2       | Peugeot 208 T16                       | 6:48.5  | 103.46 km/h | Jan Kopecký Pavel Dresler |
| 30 sierpnia | OS11          | Troják 1             | 23.01 km | Jan Kopecký Pavel Dresler                                  | 1       | Škoda Fabia R5                        | 13:16.5 | 104.00 km/h | Jan Kopecký Pavel Dresler |
| 30 sierpnia | OS12          | Žlutava 1            | 8.93 km  | Kajetan Kajetanowicz Jarosław Baran                        | 3       | Ford Fiesta R5                        | 5:12.6  | 102.84 km/h | Jan Kopecký Pavel Dresler |
| 30 sierpnia | OS13          | Semetín 2            | 11.74 km | Václav Pech Petr Uhel Aleksiej Łukjaniuk Aleksiej Arnautow | 4 5     | Mini Cooper S2000 1.6T Ford Fiesta R5 | 6:37.6  | 106.3 km/h  | Jan Kopecký Pavel Dresler |
| 30 sierpnia | OS14          | Troják 2             | 23.01 km | Aleksiej Łukjaniuk Aleksiej Arnautow                       | 5       | Ford Fiesta R5                        | 13:07.1 | 105.2 km/h  | Jan Kopecký Pavel Dresler |
| 30 sierpnia | OS15          | Žlutava 2            | 8.93 km  | Aleksiej Łukjaniuk Aleksiej Arnautow                       | 5       | Ford Fiesta R5                        | 5:10.0  | 103.7 km/h  | Jan Kopecký Pavel Dresler |

## Wyniki rajdu
| Miejsce | Kierowca             | Pilot              | Samochód               | Czas      | Strata  |
| ------- | -------------------- | ------------------ | ---------------------- | --------- | ------- |
| 1       | Jan Kopecký          | Pavel Dresler      | Škoda Fabia R5         | 2:12:17.7 | –       |
| 2       | Václav Pech          | Petr Uhel          | Mini Cooper S2000 1.6T | 2:12:45.0 | +27.3   |
| 3       | Kajetan Kajetanowicz | Jarosław Baran     | Ford Fiesta R5         | 2:12:57.6 | +39.9   |
| 4       | Aleksiej Łukjaniuk   | Aleksiej Arnautow  | Ford Fiesta R5         | 2:13:28.5 | +1:10.8 |
| 5       | Pavel Valoušek       | Veronika Havelková | Škoda Fabia S2000      | 2:14:47.7 | +2:30.0 |
| 6       | Jan Černý            | Petr Černohorský   | Škoda Fabia S2000      | 2:16:24.7 | +4:07.0 |
| 7       | Craig Breen          | Scott Martin       | Peugeot 208 T16        | 2:16:42.7 | +4:25.0 |
| 8       | Hermen Kobus         | Erik de Wild       | Škoda Fabia R5         | 2:16:48.8 | +4:31.1 |
| 9       | Miroslav Jakeš       | Jaroslav Novák     | Citroën DS3 R5         | 2:18:03.9 | +5:46.2 |
| 10      | Jan Jelínek          | Petr Machů         | Škoda Fabia S2000      | 2:18:58.7 | +6:41.0 |

## Kasyfikacja po 7 rundach RME 2015
Punkty w klasyfikacji generalnej ERC otrzymuje 10 pierwszych zawodników, którzy uczestniczą w programie ERC i w ukończą wyścig, punktowanie odbywa się według klucza:
| Miejsce | 1  | 2  | 3  | 4  | 5  | 6 | 7 | 8 | 9 | 10 |
| Punkty  | 25 | 18 | 15 | 12 | 10 | 8 | 6 | 4 | 2 | 1  |

Dodatkowo po każdym etapie (dniu) rajdu prowadzona jest osobna klasyfikacja, w której przyznawano punkty według klucza 7-6-5-4-3-2-1 (jeżeli dany etap obejmował przynajmniej 25% długości odcinków specjalnych rajdu). Do klasyfikacji zaliczane są cztery najlepsze wyniki spośród pięciu pierwszych rajdów oraz cztery najlepsze wyniki w pięciu ostatnich rajdach w sezonie.
Pierwsza dziesiątka
| Poz. | Kierowca             | AUT    | LVA    | GBR    | POR    | BEL    | EST    | CZE    | CYP | GRE | CHE | Suma punktów |
| ---- | -------------------- | ------ | ------ | ------ | ------ | ------ | ------ | ------ | --- | --- | --- | ------------ |
| 1    | Kajetan Kajetanowicz | 125+14 | NU0+6  | 218+12 | 218+10 |        | 218+12 | 315+11 |     |     |     | 159          |
| 2    | Craig Breen          | NU0+3  | 125+12 | 125+13 | 125+14 | NU0+7  | NU0+4  | 76+2   |     |     |     | 136          |
| 3    | Aleksiej Lukjanuk    | 315+10 | NU0+7  | 68+3   |        |        | 125+14 | 412+11 |     |     |     | 105          |
| 4    | Robert Consani       | 218+10 | 510+2  |        | 510+5  | NW     | NU     | NU     |     |     |     | 55           |
| 5    | Siim Plangi          |        | 218+10 |        |        |        | 412+3  |        |     |     |     | 28           |
| 6    | Bruno Magalhães      |        |        |        | 412+9  | 412+5  |        |        |     |     |     | 38           |
| 7    | Jaromír Tarabus      | 412+10 |        | 84     |        | 76+2   |        | NU0+3  |     |     |     | 37           |
| 8    | Jan Kopecký          |        |        |        |        |        |        | 125+11 |     |     |     | 36           |
| 9    | Freddy Loix          |        |        |        |        | 125+10 |        |        |     |     |     | 35           |
| 10   | Dominykas Butvilas   |        | 315+8  |        | 84     |        | 76     | 26     |     |     |     | 33           |
| Poz. | Kierowca             | AUT    | LVA    | GBR    | POR    | BEL    | EST    | CZE    | CYP | GRE | CHE | Suma punktów |

| Kolor     | Opis                   |
| --------- | ---------------------- |
| Złoty     | Zwycięzca              |
| Srebrny   | 2. miejsce             |
| Brązowy   | 3. miejsce             |
| Zielony   | Punktowane miejsce     |
| Niebieski | Ukończył nie punktował |
| Fioletowy | Nie ukończył NU        |
| Czarny    | Wykluczony X           |
| Biały     | Nie wystartował NW     |
| Puste     | Nie brał udziału       |